# Чилийский жёлоб
Чилийский жёлоб — глубоководная впадина в Тихом океане, открыта в 1876 году кабелеукладчиком «Дакия».
Длина жёлоба — около 2690 км, ширина колеблется от 30 до 90 км. Чилийский жёлоб расположен в 150—180 км вдоль западного побережья Южной Америки. На западе ограничена Чилийской котловиной (длина — 2200 км и глубина — 8069 м во впадине Ричардса) впадины. Площадь впадины — около 590 тысяч км²[уточнить]. Над впадиной с юга на север протекает холодное течение Гумбольдта.
Жёлоб расположен на стыке двух плит — на востоке расположена типично материковая Южно-Американская плита, на западе — океаническая земная кора плиты Наска.
Территория впадины является сейсмически активной и является частью Тихоокеанского огненного кольца.